# Conus gladiator
Conus gladiator é uma espécie de gastrópode do gênero Conus, pertencente a família Conidae.

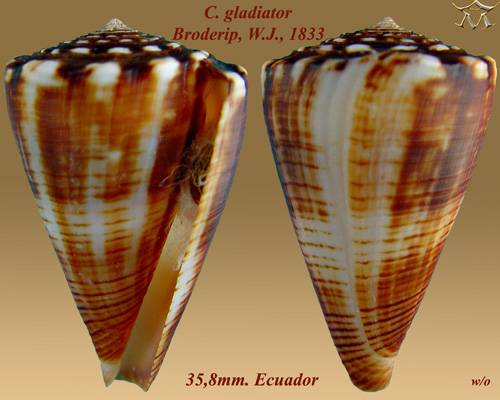
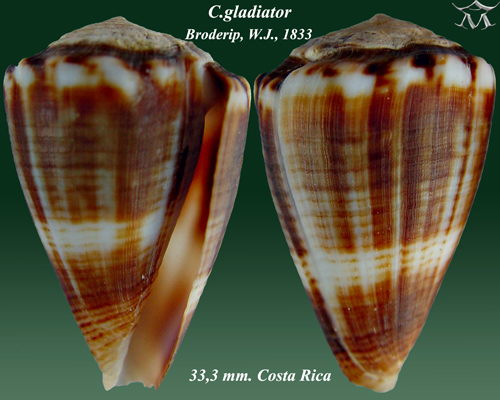
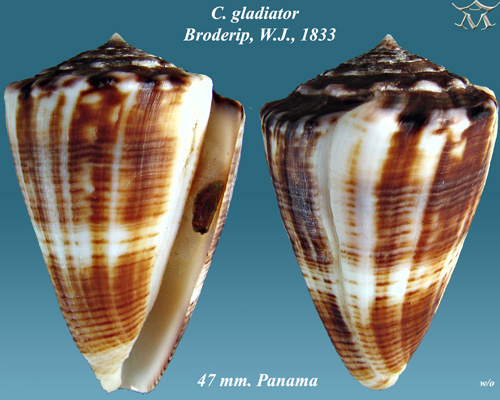